# Johanna Orsini-Rosenberg

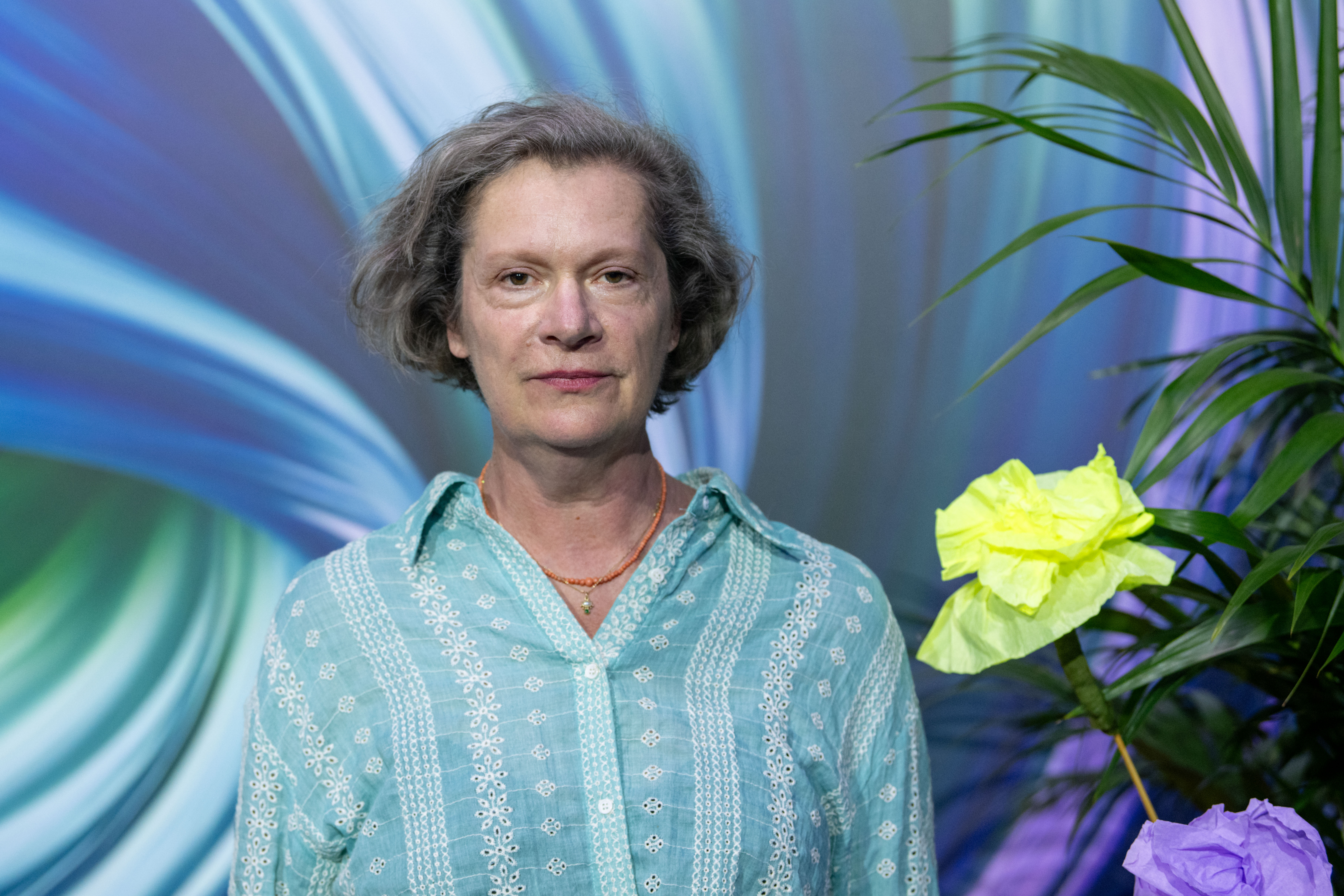
Johanna Orsini (2025)

Johanna Orsini-Rosenberg, auch Johanna Orsini (* 21. Mai 1968 in Klagenfurt) ist eine österreichische Theater-, Film- und Fernsehschauspielerin aus der Familie Orsini-Rosenberg.

## Leben und Leistungen
Johanna Orsini-Rosenberg studierte Violine an der Hochschule für Musik in Wien und absolvierte die Schauspielausbildung von 1987 bis 1991 am Mozarteum Salzburg mit Mag. art ab. Darauf folgten Theaterengagements u. a. am Burgtheater Wien, bei den Salzburger Festspielen, am Deutschen Theater Göttingen, beim Volkstheater Wien und am Schauspielhaus Graz, beim Stadttheater Klagenfurt, am Rabenhof Theater und am TAG Wien.
Neben den Engagements an verschiedenen Bühnen produzierte sie zahlreiche Eigenproduktionen und hatte Gastspiele im In- und Ausland, darunter 2014/15 „Der Zorn der Eleonore Batthyany“ im Winterpalais des Prinzen Eugen in Wien. Die erste Kinorolle als „Bertha Zuckerkandl“ hatte Orsini-Rosenberg 2009 in Mahler auf der Couch von Percy und Felix Adlon, 2012 die erste Hauptrolle im Spielfilm Soldate Jeannette von Daniel Hoesl, der zum Filmfestival Sundance in den Wettbewerb geladen wurde und 2013 beim Internationalen Filmfestival Rotterdam den Tiger Award gewann. Johanna Orsini-Rosenberg wurde 2013 und 2025 mit dem Schauspielpreis der Diagonale ausgezeichnet.
Sie lebt mit ihrem Mann, dem Schweizer Schriftsteller Bruno Pellandini, und ihrem Sohn in Wien.

## Filmografie (Auswahl)

### Kino
- 2008: Kinderspiel (Kurzfilm Filmakademie Wien), Regie: Patrick Vollrath
- 2009: Heim (Kurzfilm Filmakademie Wien), Regie: Hüseyin Tabak
- 2009: Mahler auf der Couch, Regie: Percy und Felix Adlon
- 2012: Soldate Jeannette, Regie: Daniel Hoesl
- 2013: I see a darkness (Kurzfilm), Regie: Jasmin Baumgartner
- 2014: Aus dem Nichts, Regie: Angela Summereder
- 2014: Winwin, Regie: Daniel Hoesl
- 2015: Selbstkritik eines bürgerlichen Hundes, Regie: Julian Radlmaier
- 2017: Licht, Regie: Barbara Albert
- 2018: L’Animale, Regie: Katharina Mückstein
- 2018: Murer – Anatomie eines Prozesses, Regie: Christian Frosch
- 2022: Zum Tod meiner Mutter, Regie: Jessica Krummacher
- 2022: Serviam – Ich will dienen, Regie: Ruth Mader
- 2022: Alma und Oskar, Regie: Dieter Berner
- 2024: Veni Vidi Vici, Regie: Daniel Hoesl
- 2024: Mit einem Tiger schlafen, Regie: Anja Salomonowitz
- 2024: What a Feeling, Regie: Katharina Rohrer

### Fernsehen
- 2005: Die Ohrfeige, Regie: Johannes Fabrick
- 2010: Lilly Schönauer, Regie: Martin Gieske
- 2012: Tatort: Unvergessen, Regie: Sascha Bigler
- 2014: SOKO Donau, Regie: Erhard Riedlsperger
- 2015: Hebamme II, Regie: Hannu Salonen
- 2015: Vorstadtweiber, Regie: Sabine Derflinger
- 2019: M – Eine Stadt sucht einen Mörder (Fernsehserie, Regie: David Schalko)
- 2020: Landkrimi – Waidmannsdank (Fernsehreihe)
- 2022: King of Stonks, Netflix, Regie: Jan Bonny
- 2023: Landkrimi – Immerstill, Regie: Eva Spreitzhofer
- 2023: Im Schatten der Angst – Du sollst nicht lügen (Fernsehfilm)
- 2023: Tatort: Was ist das für eine Welt
- 2024: Zwei gegen die Bank (Fernsehfilm)
- 2024: Landkrimi – Schnee von gestern (Fernsehreihe)
- 2025: Maloney – Der Lift (Fernsehserie)
- 2025: Drunter und Drüber – Chaos auf dem Friedhof (Fernsehserie)

## Theater
1998 gründete Johanna Orsini-Rosenberg mit dem Verein Panorama/Damtschach ein Sommertheater. Bis 2014 entstanden hier zahlreiche Inszenierungen:
- 1998/1999: Dracula Dracula von H. C. Artmann, Regie: Haymon Maria Buttinger
- 2000: Mandragola, Regie: Markus Kupferplum
- 2002 und 2004: Tök ph´rong süleng von H. C. Artmann, Regie: Elisabeth Gabriel
- 2007: Frankenstein in Sussex von H. C. Artmann, Regie: Elisabeth Gabriel
- 2008: Flieger, grüß mir die Sonne … von H. C. Artmann, Regie: Elisabeth Gabriel
- 2009: Cafe Paradies – Eine Kaffeehausoperette mit Schlag „Erlaubent, Schas sehr heiss bitte“ von H. C. Artmann, Regie: Elisabeth Gabriel, Musik: Kollegium Kalksburg
- 2011/12: Fledermaus returns! nach Johann Strauss: Gastspiele in Straden/Steiermark, Schrammelklang Litschau/NÖ, Jeunesse Tulln/NÖ und TAG Wien, Regie: Elisabeth Gabriel, Musik: Oskar Aichinger
- 2013: Prinz Hamlet der Osterhase von Herzmanovsky-Orlando, Regie: Susanne Lietzow
- 2013: Bentley fahren[4]
- 2017: Auf der Suche nach dem sechsten Sinn[5] TAG Wien Eigenproduktion, Regie: Elisabeth Gabriel[6]
- 2018: Rand.ständig von Martin Plattner Landestheater Linz Regie: Tanja Regele
- 2020: Die Sedierten von Martin Plattner Landestheater Linz Regie: Stephan Suschke
- 2022: Zell-Arzberg. Ein Exzess von Werner Kofler Regie: Franz-Xaver Mayr
- 2022: "Wannst net sterbst sehn ma uns im nächsten herbst" mit Texten von Elfriede Gerstl, TAG Theater Wien
- 2022: "Jeeps" von Nora Abdel-Maksoud, Kosmostheater Wien, Regie: Anna Marboe

## Besonderes
Mehrere Eigenproduktionen entstanden an ungewöhnlichen Orten, unter anderem „Der Zorn der Eleonore Batthyany“ im Winterpalais des Prinzen Eugen in Wien, „Fräulein Else“ von Arthur Schnitzler im Hotel Orient, „Das Fräulein Pollinger“ von Ödön von Horvath im Gasthaus Haueisen im Wurstelprater, „Flieger, grüß mir die Sonne …“ von H. C. Artmann Damtschach/Kärnten und „Bentley fahren“ von Bruno Pellandini im mo.e Wien und am TAG. 2019 ist gemeinsam mit Paul Skrepek die Vinyl Platte Chansons Konrad Bayer entstanden. Konzertauftritte gab es im Porgy and Bess in Wien und bei dem Festival Hinundweg Litschau.
Diese Produktionen gastierten an vielen Orten: von Nishnj Novgorod bis Moskau und St. Petersburg, dem Schrammelklang in Litschau, St. Gallen, Zürich und London.

## Hörspiele und Features
- Philosophie am Feiertag mit Alexander Tschernek auf Ö1
- Radiogeschichten auf Ö1
- Fressen, kaufen, Gassi gehen oder Die Treue hat einen Hund auf Ö1, 2017[7]

## Auszeichnungen
- Schauspielpreis Diagonale 2013 und 2025
- Tiger Award für Soldate Jeannette